# Università di Tolosa III Paul Sabatier
L'Università di Tolosa III Paul Sabatier (Université Toulouse III Ayl Sabatier o UPS o Toulouse 3) è un grande istituto universitario francese, attivo in tutti i campi di ricerca ai più alti livelli, dimostrato da diversi riconoscimenti e premi vinti dai suoi ricercatori, e dalle molte collaborazioni internazionali che l'università mantiene con tutti e cinque i continenti.
Si trova a Tolosa. Il suo nome onora chimico Paul Sabatier.

## Materie insegnate
- Scienza,
- Tecnologia,
- Informatica (in collaborazione con École nationale de l'aviation civile)[3],
- Salute.